# Masoveria de Can Bonet
La Masoveria de Can Bonet és un edifici modernista de Montcada i Reixac (Vallès Occidental) inclòs a l'Inventari del Patrimoni Arquitectònic de Catalunya com a part de Can Bonet.

## Descripció
La masoveria és un edifici de planta rectangular, més alt que ample i que en la seva façana principal mostra planta baixa, pis i golfes. L'entrada pot realitzar-se des de l'exterior de la tanca, a peu de la carretera o per la façana lateral dins del límit de la tanca. Els dos accessos són portes rectangulars protegides per una teulada de tres tremujals i el superior gairebé inexistent de teules vidriades i boles de coronament decoratives. La porta de la façana lateral té la protecció amb teulada a dos vessants.
Les obertures de les finestres tenen una formulació rectangular. A la planta baixa i a la façana principal hi ha una parella de finestres- al gust "coronella"- amb l'arc amb llinda amb la part superior deprimida (sensació d'embut al revés). Al pis, continuen les finestres rectangulars, amb ampit de maó i formulació d'arc, deprimit per la disposició dels maons així com eixamplada de la llinda donant la sensació d'una cortina. A l'obertura de les golfes hi ha una finestra amb variant d'arc rebaixat i més proper a l'arc de descàrrega. La teulada és a dos vessants, d'escàs voladís acabant amb els extrems rectes. A diferents punts de la façana hi ha motius de ceràmica foradada amb funcionalitat d'aireig i ventilació.
A la part posterior de la casa hi ha un cos més baix amb funcions de garatge així com un altre cos auxiliar a continuació.
Es troba dins del mateix estil que la Torre de Can Bonet.

## Història
La Masoveria és la casa destinada al masover, pagès o no, que té cura de la finca i del conreu de les terres que en part poden ser arrendades mitjançant un contracte amb el senyor. D'altra banda, la masoveria tindrà una funcionalitat de vigilància de la finca.